# Zosterops mysorensis
Zosterops mysorensis là một loài chim trong họ Zosteropidae.